# Mzungu
Mzungu ([m̩ˈzuŋɡu]) ist ein Wort aus den Bantusprachen und wird in der Gegend der Afrikanischen großen Seen benutzt, um damit Menschen europäischer Abstammung zu bezeichnen. Der Ausdruck wird seit dem 18. Jahrhundert häufig von Bantu in Kenia, Tansania, Malawi, Ruanda, Burundi, Uganda, der Demokratischen Republik Kongo, den Komoren, auf Mayotte und in Sambia verwendet. Wörtlich übersetzt bedeutet es „jemand der ziellos herumwandert“ oder „Wanderer“.

## Herkunft und Verwendung
Der Ausdruck stammt ursprünglich aus der Region der Großen Afrikanischen Seen und beschrieb europäische Forscher des 18. Jahrhunderts, offensichtlich weil diese auf ihren Forschungsreisen beständig unterwegs waren. Das Wort mzungu stammt aus dem Swahili, wo zungu or zunguka bedeutet „sich auf der Stelle drehen“. Kizunguzungu bedeutet in Swahili „schwindelig“ oder „Taumel“. In der heutigen Zeit steht es für „jemand mit weißer Haut“ oder „Hellhäutiger“.
Das Possessiv kizungu (oder chizungu) wird in manchen Gegenden auch im Sinne von „gewichtig auftreten“ benutzt, in einigen Gegenden wie Ruanda und Burundi auch unabhängig von der Hautfarbe. Ursprünglich wurden Europäer als wohlhabend und einflussreich angesehen, die Bedeutung des Wortes hat sich mittlerweile zu „wohlhabende Person“ gewandelt, unabhängig von der ethnischen Zugehörigkeit. Es ist deshalb nicht ungewöhnlich, jede Form von Arbeitgeber als mzungu zu bezeichnen. In Swahili ist der Plural wazungu. Das Possessiv kizungu (oder chizungu) bedeutet wörtlich übersetzt „von den Wanderern“ und wird benutzt im Sinne von „die Sprache der Wanderer“ oder im allgemeinen Englisch, weil dies die am häufigsten benutzte Sprache der wazungu ist. Es wird aber auch für andere europäische Sprachen benutzt. Wachizungu, bachizungu etc. – wörtlich „umherziehendes Volk“ – hat sich mehr und mehr zu einem Begriff entwickelt, für Leute, die westliche Kultur, Küche und Lebensstil übernommen haben.
Das Wort mzungu kann in liebevoller oder beleidigender Weise gemeint sein. Oft wird es von Kindern gerufen, die die Aufmerksamkeit eines Passanten auf sich ziehen wollen.

## Regionale Varianten
| Sprache                                              | Singular | Plural   | Possessiv |
| ---------------------------------------------------- | -------- | -------- | --------- |
| Swahili im Gebiet der Afrikanischen Großen Seen      | Mzungu   | Wazungu  | Kizungu   |
| Komorische Sprache auf den Komoren                   | Mzungu   | Wazungu  | Chizungu  |
| Luganda in Uganda                                    | Muzungu  | Bazungu  | Kizungu   |
| Chichewa in Malawi                                   | Muzungu  | Azungu   | Chizungu  |
| Sena in Mosambik                                     | Muzungu  | Azungu   |           |
| Chinyanja in Sambia                                  | Muzungu  | Bazungu  | Chizungu  |
| Shona in Simbabwe                                    | Murungu  | Varungu  |           |
| Bemba in Sambia und der Demokratische Republik Kongo | Musungu  | Basungu  | Chisungu  |
| Kinyarwanda in Ruanda / Kirundi in Burundi           | Umuzungu | Abazungu | ikizungu  |
| isiZulu in Südafrika                                 | Umlungu  | Abelungu |           |
| Kisii in Kenia                                       | Omusongo | Abasongo | Ebisongo  |

In Kinyarwanda und Kirundi werden Europäer auch rutuku genannt. Das Wort bedeutet „rot“, die Konnotation ist „Aggressor“, mit Bezug zu Kolonialismus und der Ausbeutung des Landes.